# Action parlementaire globale
Action parlementaire globale (en anglais Parliamentarians for Global Action ou PGA) est une organisation apolitique à but non lucratif qui rassemble 1350 législateurs librement élus de 118 pays démocratiques. Elle a été fondée en 1978 à Washington sous le nom de Action parlementaire pour l'ordre mondial (en anglais Parliamentarians for World Order) et s'est  engagée dans un ensemble d'initiatives concrètes visant à promouvoir la démocratie, la paix, la justice ou encore le développement durable dans le monde entier. Pour cela, elle s'attache à informer, rassembler et mobiliser les parlementaires.
Son siège est installé à New York, à proximité de celui des Nations unies.
Le mouvement incline vers le fédéralisme mondial. Il a fait campagne pour la ratification du traité créant la Cour pénale internationale et continue d'œuvrer pour que davantage d'États adhèrent à cette institution.
Aux États-Unis, Tom Harkin est son représentant le plus éminent.
Le Japon et le Tchad ont récemment rejoint le mouvement.

## Des critères d'adhésion fondés sur la démocratie
Pour devenir membre de plein droit, le Parlement candidat doit satisfaire aux quatre critères suivants :
- Ses membres doivent être élus au suffrage universel ou par une partie suffisante de la population du pays.
- Les élections doivent être ouvertes aux candidats de plus d'un parti ou à des candidats sans étiquette.
- Le Parlement doit témoigner d'une aptitude réelle au libre débat.
- Le Parlement doit être en mesure de rejeter une proposition législative du gouvernement.

## Organes
- Un Forum parlementaire annuel
- Un Conseil international composé de 40 membres
- Un Comité exécutif composé de 15 membres, où toutes les régions du monde sont représentées

## Le PGA et les Nations unies
Le PGA travaille en étroite collaboration avec les Nations unies à travers l'organisme consultatif des Nations unies pour l'action parlementaire globale.